# Christoph Schappeler

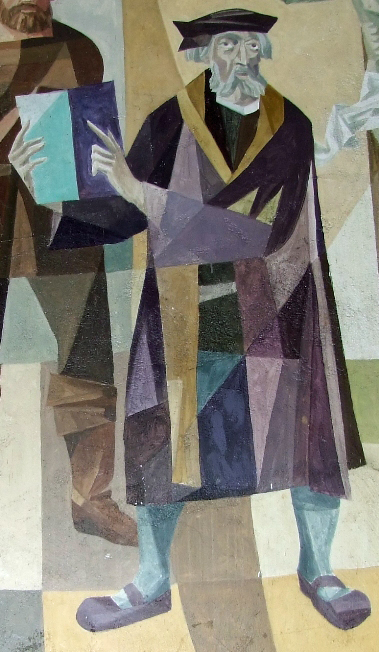
Schappeler im Wandgemälde von Erich Marschner am Memminger MeWo-Haus

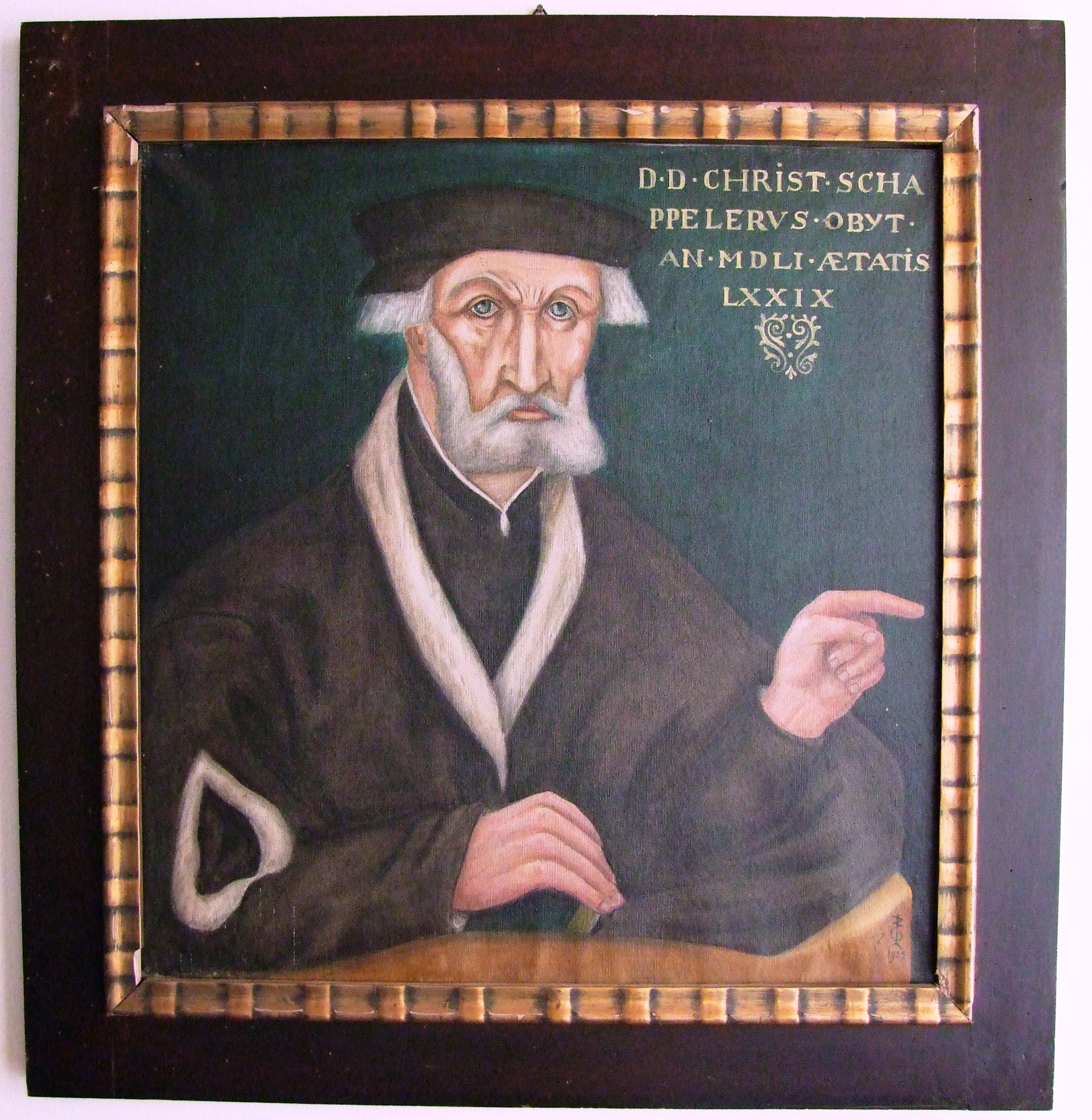
Ölgemälde Schappelers

Christoph Schappeler (* um 1472 in St. Gallen; † 25. August 1551 ebenda) war ein reformierter Theologe, Bauernführer und Reformator.

## Leben
Schappeler studierte in Leipzig, vornehmlich Theologie von 1502 bis 1503 und von 1505 bis 1510. Zwischen 1503 und 1505 unterrichtete er an einer Lateinschule in St. Gallen. Bis 1513 war er Schulmeister in St. Gallen. 
 Die Memminger Handels- und Patrizierfamilie Vöhlin hatte 1479 eine Prädikatur auf ihren Altar in der St. Martins-Kirche gestiftet. Nachdem  der erste Inhaber der Prädikatur verstorben war, wurde im Februar 1513 Schappeler vom Rat der Stadt Memmingen vorgeschlagen und vom Patronatsherrn berufen. Seine volkstümliche Redeweise erleichterte ihm hier die Arbeit. Da er unanfechtbar in seinem Leben und Wirken war, konnten ihm die Gegner auch in der Zeit religiöser Gärung, als er die evangelische Partei ergriff, nichts anhaben. Seine Predigt rückte in dieser Zeit die sozialen Gedanken der Bibel stark in den Vordergrund. Seine Gedanken waren weniger von Martin Luther als von Ulrich Zwingli bestimmt, mit dem er ebenso befreundet war wie mit Joachim von Watt. Zwingli hätte ihn gerne wieder in der Schweiz gehabt, aber der Rat ließ ihn von Memmingen nicht fort.

## Einführung der Reformation
Bei der Einführung der Reformation ging er vorsichtig vor. Er stellte die Bibel in den Mittelpunkt des kirchlichen Lebens, um von dort aus an den bestehenden Zuständen mit aller Schärfe Kritik zu üben. Schnell gewann er die Bürgerschaft für die neue Lehre. Wie angesehen er war, zeigt die Tatsache, dass er des Öfteren in seine Schweizer Heimat gerufen wurde und 1523 bei der 2. Zürcher Disputation den Vorsitz führte. 
In Memmingen führten die Laien wie Sebastian Lotzer inzwischen eine noch kühnere Sprache, und 1523 konnte er selbst den Aufruhr, den seine Predigten ausgelöst hatten, kaum noch dämpfen. Trotz des Verlangens des Bischofs von Augsburg wollte der Rat ihn nicht gehen lassen, so dass der Bischof ihn 1524 mit dem Bann belegte und beim Schwäbischen Bund gegen die Stadt klagte. Am 7. Dezember 1524 führte Schappeler dann das Abendmahl unter beiderlei Gestalt ein. Für die Memminger Disputation vom 2. bis 7. Januar 1525 stellte er sieben Artikel als Bekenntnis seiner Lehre auf. Das Ergebnis war die Überwindung der Gegner, die alles Gott und dem Rat anheimstellten. Nun führte der Rat von sich aus die Reformation in Memmingen durch, für die er die Grundlage gelegt hatte.

## Bauernkrieg
In dieser Zeit brach der Bauernaufstand aus, in den er auch hineingezogen wurde. Zeitweise nannte man ihn sogar den Hauptführer. Er hatte zwar keinen direkten Verkehr mit den Anführern der Bauern, jedoch übermittelte ihnen Lotzer, ihr Schreiber, seine Gedanken. In welchem Maße er an der Abfassung der 12 Artikel beteiligt war, ist ungewiss. Beim Schwäbischen Bund wurde Memmingen als der Ursprungsort des Aufruhrs angesehen. Als die Stadt am 9. Juni 1525 von Truppen des Schwäbischen Bundes besetzt wurde, floh Schappeler aus der Stadt nach St. Gallen, wo er jahrelang ohne Amt lebte und vergeblich auf die Rückberufung in seinen alten Wirkungskreis wartete. Zu einer größeren Tätigkeit kam er nicht mehr.